# Aïché Nana
Aïché Nana (eigentlich Kiash Nanah; * Februar 1936 in Beirut; † 29. Januar 2014 in Rom) war eine türkische Bauchtänzerin, Stripperin und Schauspielerin libanesischer Herkunft.

## Leben und Karriere
Nana wurde als Tochter einer Libanesischen Familie in Beirut, Libanon geboren und begann ihre Karriere 1954, bevor sie nach Frankreich und dann nach Italien zog und Bauchtänzerin wurde. Nana trat Ende der 1950er Jahre in Rom auf, wo im November 1958 ihre Darbietung im Lokal „Rugantino“ in Trastevere wegen sittenwidrigen Verhaltens durch die Polizei abgebrochen wurde. Filmaufnahmen des Auftrittes durch Tazio Secchiaroli fanden ihren Weg zu Regisseur Federico Fellini, der diese als Inspiration für eine Szene in Das süße Leben verwendete. Bereits 1956 in zwei Filmen als Tänzerin zu sehen, wurde sie in rund fünfzehn weiteren Filmen ab 1965 bis Mitte der 1980er Jahre als erotisch-exotische Frau in stereotyp wiederholenden Rollen eingesetzt. 2008 gelangte sie letztmals in die Schlagzeilen, als sie einen Fernsehsender verklagte, dem sie vorwarf, in dem Film Vita da paparazzo (Regie: Pier Francesco Pingitore) ihre Person herabwürdigend dargestellt zu haben.
Nana war eine Zeit lang mit dem Italienischen Regisseur Sergio Pastore verheiratet.

## Filmografie (Auswahl)
- 1956: Die Herrscherin vom Libanon (La châtelaine du Liban)
- 1965: Lo sceriffo che non spara
- 1966: Schneller als 1000 Colts (Thompson 1880)
- 1968: Crisantemi per un branco di carogne
- 1968: Pilluks nimmt Maß (Giurò… e li uccise ad uno ad uno (Piluk il timido))
- 1985: König David (King David)